# Кукушки Мидвича
«Кукушки Мидвича» (англ. The Midwich Cuckoos) — научно-фантастический роман, написанный английским писателем Джоном Уиндемом и опубликованный в 1957 году. Он был дважды, в 1960 и 1995 годах, экранизирован под названием «Деревня проклятых», в 2022 году вышел мини-сериал «Кукушки Мидвича». Известно, что Уиндем начал работу над продолжением романа, Midwich Main, но, написав несколько глав, отказался от этой идеи.

## Сюжет
Роман «Кукушки Мидвича» повествует о коллективном разуме и отношении людей к нему.
Маленькая британская деревушка под названием Мидвич была самой обычной деревней, каких сотни и тысячи, жизнь в ней веками текла размеренно и привычно, но однажды всё изменилось. Один самый обычный осенний день выпал из жизни жителей Мидвича. В этот день никто не мог въехать или войти в деревню, не потеряв сознание. Мидвич блокирует армия. Экспериментальным путём удаётся выяснить, что вокруг деревни возникла своего рода полусфера диаметром 2 мили (3,2 км), а воздушная фоторазведка показывает неидентифицируемый серебристый объект на земле в центре пострадавшей зоны.
Через один день эффект исчезает вместе с неопознанным объектом. Выясняется, что жители Мидвича проспали целый день, перенеся его без видимых побочных эффектов. Несколько месяцев спустя становится ясно, что все женщины деревни, способные рожать, оказались беременными, со всеми признаками того, что беременности были вызваны ксеногенезом в период бессознательности.
Когда родились 31 мальчик и 30 девочек, они выглядели нормально, за исключением необычных глаз золотого цвета и бледной, серебристой кожи. У этих детей нет генетических характеристик их родителей. По мере того, как они растут, становится всё более очевидным, что они не совсем люди. Золотоглазые дети обладают телепатическими способностями и могут контролировать действия других. Кроме того, у детей оказывается сразу два групповых разума: один для мальчиков, а другой для девочек. Их физическое развитие происходит быстрее по сравнению с таковым у обычных детей; по достижении девяти лет они кажутся шестнадцатилетними.
Дети защищают себя как могут, активно используя контроль над разумом. Молодого парня, который случайно наезжает на Ребёнка, вынуждают врезаться в стену и убить себя. Бык, который преследовал детей, бросается в пруд и тонет. Жители деревни, собравшись вместе, пытаются сжечь Мидвич-гранж, где живут и учатся дети, но вместо этого атакуют друг друга.
Военная разведка узнаёт, что одно и то же явление произошло ещё в четырёх других частях мира, включая поселение инуитов в канадской Арктике, небольшое поселение в Северной территории Австралии, монгольскую деревню и город Гижинск на востоке России, к северо-востоку от Охотска. Инуиты убили новорождённых детей, чувствуя, что они не были их собственными, монголы убили детей и их матерей. Австралийские младенцы умерли в течение нескольких недель, что говорит о том, что что-то пошло не так с процессом ксеногенеза. Русский город был недавно «случайно» разрушен советским правительством, использовавшим «атомную пушку» с расстояния 50—60 миль (80—100 км).
Дети знают об угрозе своим жизням и используют свою силу, чтобы предотвратить пролёт над деревней самолётов. Во время интервью с офицером военной разведки дети объясняют, что если будут существовать, то будут доминировать над человечеством. Они объясняют, что убить возможно только вместе со всей деревней и предъявляют ультиматум: они хотят перейти в место, где смогут жить в безопасности.
Пожилой образованный житель Мидвича Гордон Зеллаби понимает, что дети должны быть убиты как можно скорее. Поскольку ему из-за состояния сердца осталось жить всего несколько недель, он чувствует обязанность что-то сделать. Будучи учителем и наставником детей, которые позволят ему приблизиться к ним ближе, чем другие, однажды вечером он, по сути злоупотребляя доверием к себе, скрывает бомбу в проекционном оборудовании, с помощью которого собирается показать детям фильм о греческих островах. Зеллаби устанавливает таймер на бомбе, убивая себя и всех детей.

## Основные персонажи
- Гордон Зеллаби — учёный-единомышленник.
- Ричард Гейфорд — писатель и рассказчик.
- Бернард Уэсткотт — посредник между Мидвичем и военными.

## Название
«Кукушка» в названии романа относится к птице, около 60 видов которой являются паразитами-выводками, откладывая яйца в гнезда других птиц, причём самым известным примером является европейская обыкновенная кукушка. Эти виды воспроизводятся только таким образом.
Птенец кукушки вылупляется раньше, чем хозяйские, и растёт быстрее; в большинстве случаев кукушонок выбрасывает из гнезда яйца или птенцов хозяина, одновременно поощряя хозяина удовлетворять его высокие темпы роста.

## Критика
Американский критик и писатель-фантаст Деймон Найт писал, что роман Уиндема смертельно серьёзен и смертельно скучен. Обозреватель журнала Galaxy Science Fiction Флойд К. Гейл похвалил роман как «самую невзрачную и хорошо написанную историю вторжения». Томас М. Вагнер из SFReviews.net приходит к выводу, что роман «остаётся хорошо читаемым, несмотря на некоторые явно устаревшие элементы».

## Экранизации
- 1960 год: фильм Деревня проклятых, Великобритания, реж. Вольф Рилла. Первая экранизация, сюжет близок к книге.
- 1964 год: фильм Дети проклятых, ч/б, Великобритания, реж. Антон Лидер. Не является сиквелом фильма или романа, но авторы и критики признавали, что тематика и персонажи основаны на "Кукушках Мидвича".
- 1981 год: компания Metro-Goldwyn-Mayer собиралась снять ремейк, но позже отменила съёмки. Кристофер Вуд[англ.], известный как автор адаптаций двух романов про Джеймса Бонда, уже писал сценарий для продюсера Лоуренса П. Бахмана, когда Гильдия сценаристов США объявила забастовку в начале года[англ.], продолжавшуюся в течение трёх месяцев[9][10].
- 1994 год: фильм Kawao Thi Bang Phleng («Чёрные дрозды в Бангленге»), Таиланд. Локализованная версия истории Уиндема. Картина основана на романе 1989 года тайского писателя и политика Кукрита Прамы, в свою очередь основанном на непризнанных крупных заимствованиях из книги Уиндема.[11] В тайской версии есть различия из-за конфронтации между инопланетным интеллектом и буддийской философией[12].
- 1995 год: фильм Деревня проклятых, США, реж. Джон Карпентер. Ремейк фильма 1960 года, где действие перенесено в США, в вымышленный город Мидвич в штате Калифорния.
- 2022 год: мини-сериал Кукушки Мидвича[англ.], 7 серий, канал Sky Max, Великобритания, сценарист Дэвид Фарр[англ.][13][14]. Действие происходит в Великобритании в наши дни. В главных ролях: Кили Хоуз и Макс Бисли. Трансляция началась 2 июня 2022 года[15], и все 7 эпизодов стали доступны на Sky On Demand. В Австралии сериал доступен на Stan[16].